# Стефаун Йоуханн Стефаунссон
Сте́фаун Йо́уханн Сте́фаунссон, исл. Stefán Jóhann Stefánsson (20 июля 1894 — 20 октября 1980) — премьер-министр Исландии с 4 декабря 1947 до 6 декабря 1949, министр иностранных дел с 18 ноября 1941 до 17 января 1942, член альтинга в 1934—1937 и в 1942—1953.
Председатель Социал-демократической партии с 1938 до 1952, министр социальных дел в 1939—1942, посол Исландии в Дании в 1957—1965.